# 木造駅舎

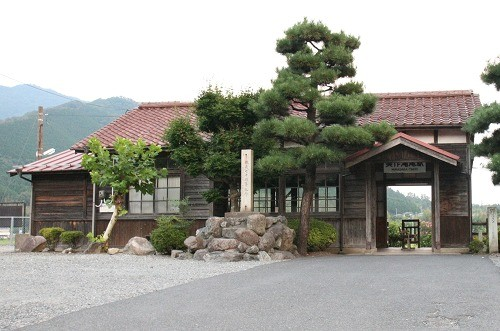
木造駅舎の例（美作滝尾駅）
美作滝尾駅は映画「男はつらいよ」のロケ地として知られる。

木造駅舎（もくぞうえきしゃ）とは、木造で建てられた鉄道駅の駅舎である。以下の記事では、日本における木造駅舎について説明する。

## 木造駅舎の標準形態
明治時代に、新政府によって近代化政策が図られると、その一環として全国で鉄道の敷設が進んだ。最初に建設された新橋駅（後の汐留駅）や横浜駅は、木製の骨格に石の壁を用いた木骨石造建築だった。大正時代には原内閣による地方鉄道法の制定や、軌道法に準拠したインターアーバンの設立ブームで、私鉄路線の拡充もなされた。
戦前においては、駅舎は木造で建てられるのが一般的であったが、多数の駅舎の建築工事に対応するため、政府は木造駅舎の標準形式を策定し、それを図面で提示した。政府は複数回に渡り駅舎の標準形式を提示しており、1898年（明治31年）の『普通停車塲本屋及附属建物之図』『停車塲建屋定規』、1918年（大正7年）の『小停車場本屋標準図』、1930年（昭和5年）の『小停車場本屋標準図』がある。木造駅舎の標準図は、それぞれ大きさが異なる数パターンが提示されている。
大規模な駅舎は、それを建立する際に設計すれば良いとの考えから、1918年のものと1930年のものでは、小規模な駅舎のみ標準図が提示された。
政府が提示した木造駅舎の標準形式は、一部例外はあるが、原則「平屋（1階建）」・「平入」・「切妻屋根」となっていた。
また1918年（大正7年）の『小停車場本屋標準図』と、1930年（昭和5年）の『小停車場本屋標準図』では、タブレット室が駅舎に設けられるようになったが、これはタブレット閉塞が普及したことによるものである。
鉄道省（鉄道院）では原則標準図に倣って、駅舎が設計・施工された。私鉄でも標準図に倣った駅舎が施工されるケースがあった。ただし国鉄・私鉄を問わず、標準図と完全に同じ仕様で駅舎が建てられる訳ではなく、駅舎が建てられる地域の地域性に応じて改変がなされるのが一般的であった。標準図にも「建設地ノ状況ニ應シ些少ノ變更ヲナスコトヲ得（建設地の状況に応じて若干の変更をして良い）」とのただし書きがあった。
鉄道省が建設した木造駅舎には屋根にドーマー窓が設けられることが多々あった。これは採光の目的よりも、駅舎を立派に見せるという意匠的な目的によると考えられている。

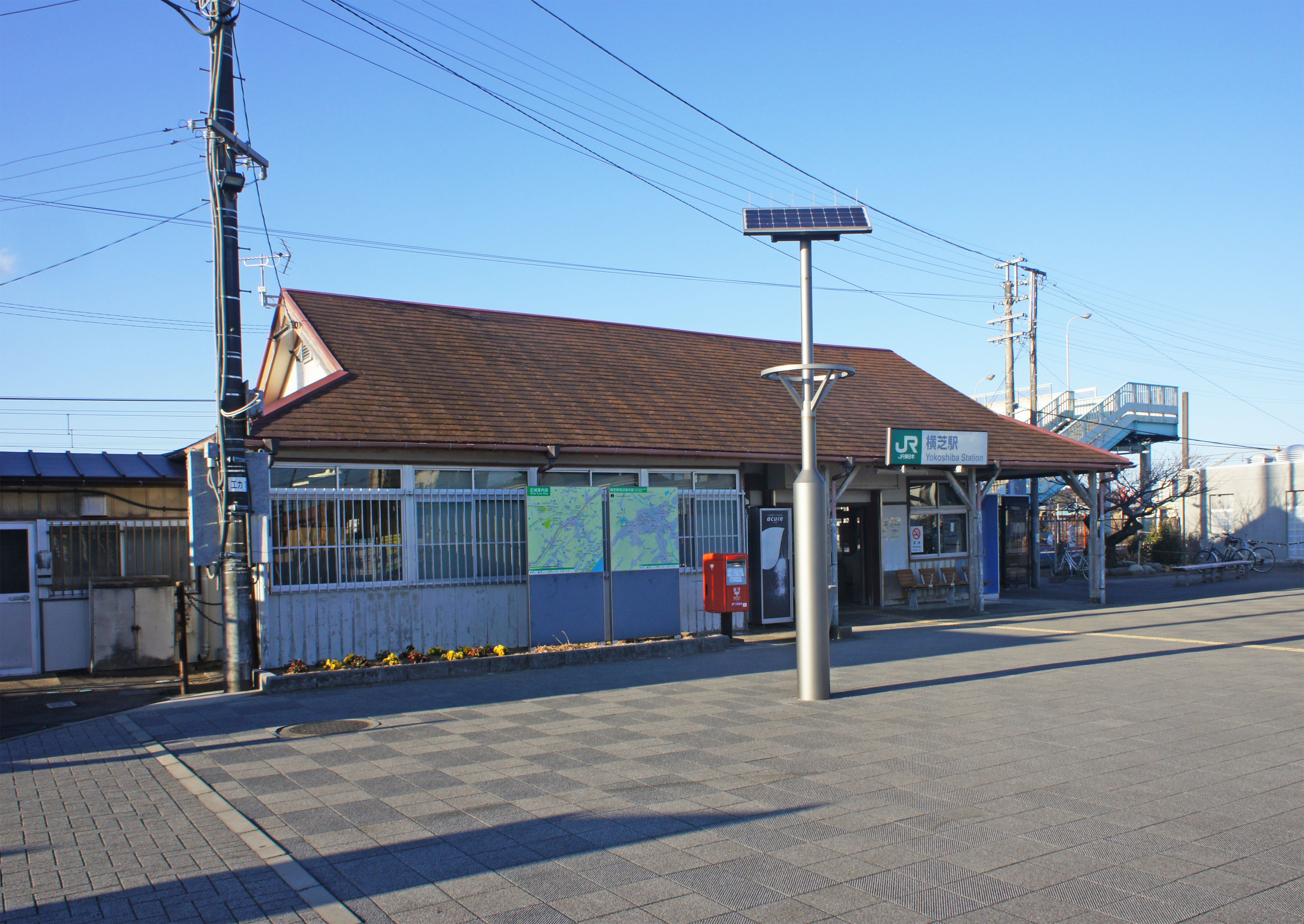
横芝駅。1897年（明治30年）開業、木造平屋建で入母屋造の屋根が特徴である[8]。
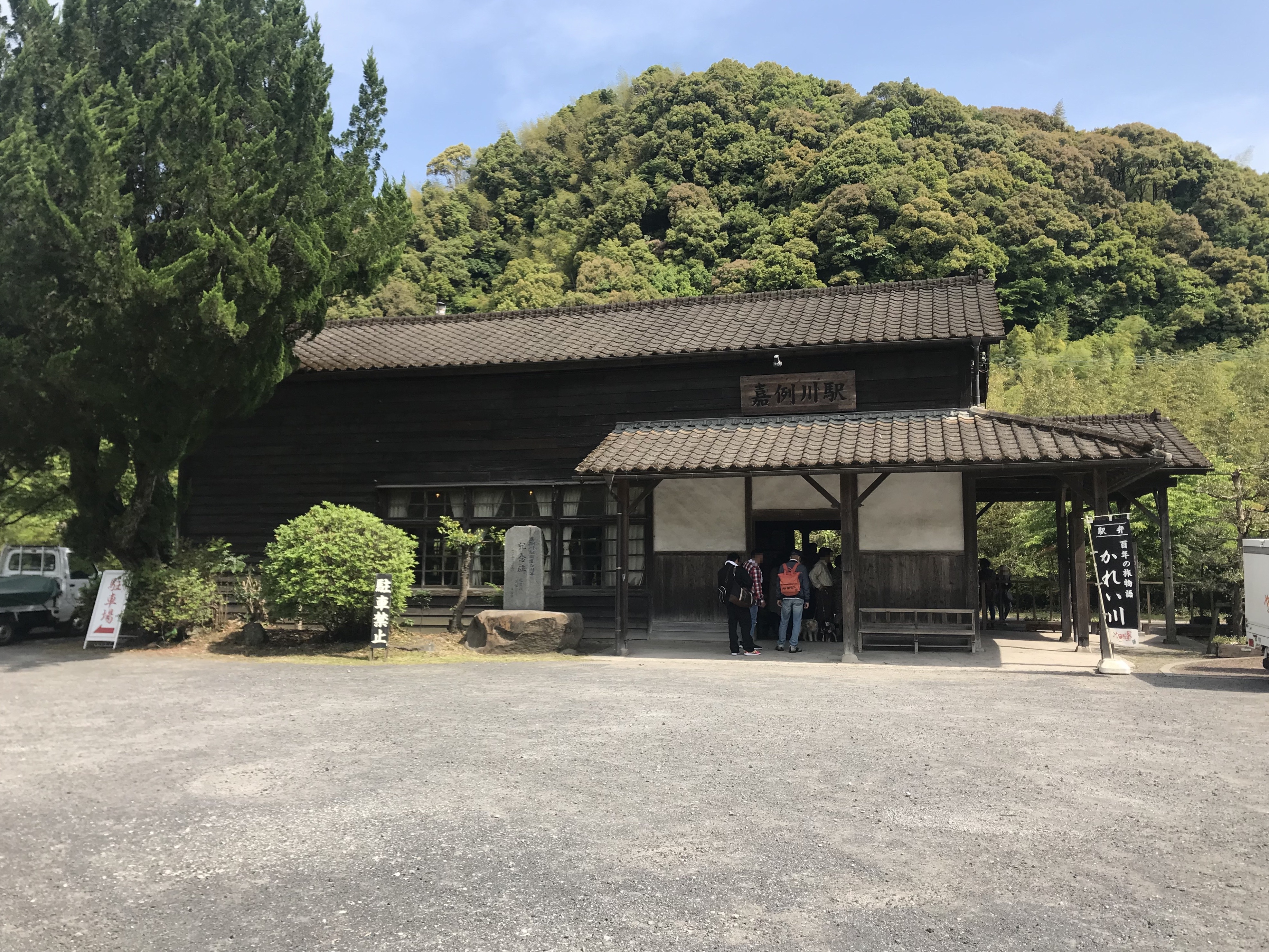
嘉例川駅。大規模な改変がなされておらず、建立当初の姿を良く保っている。
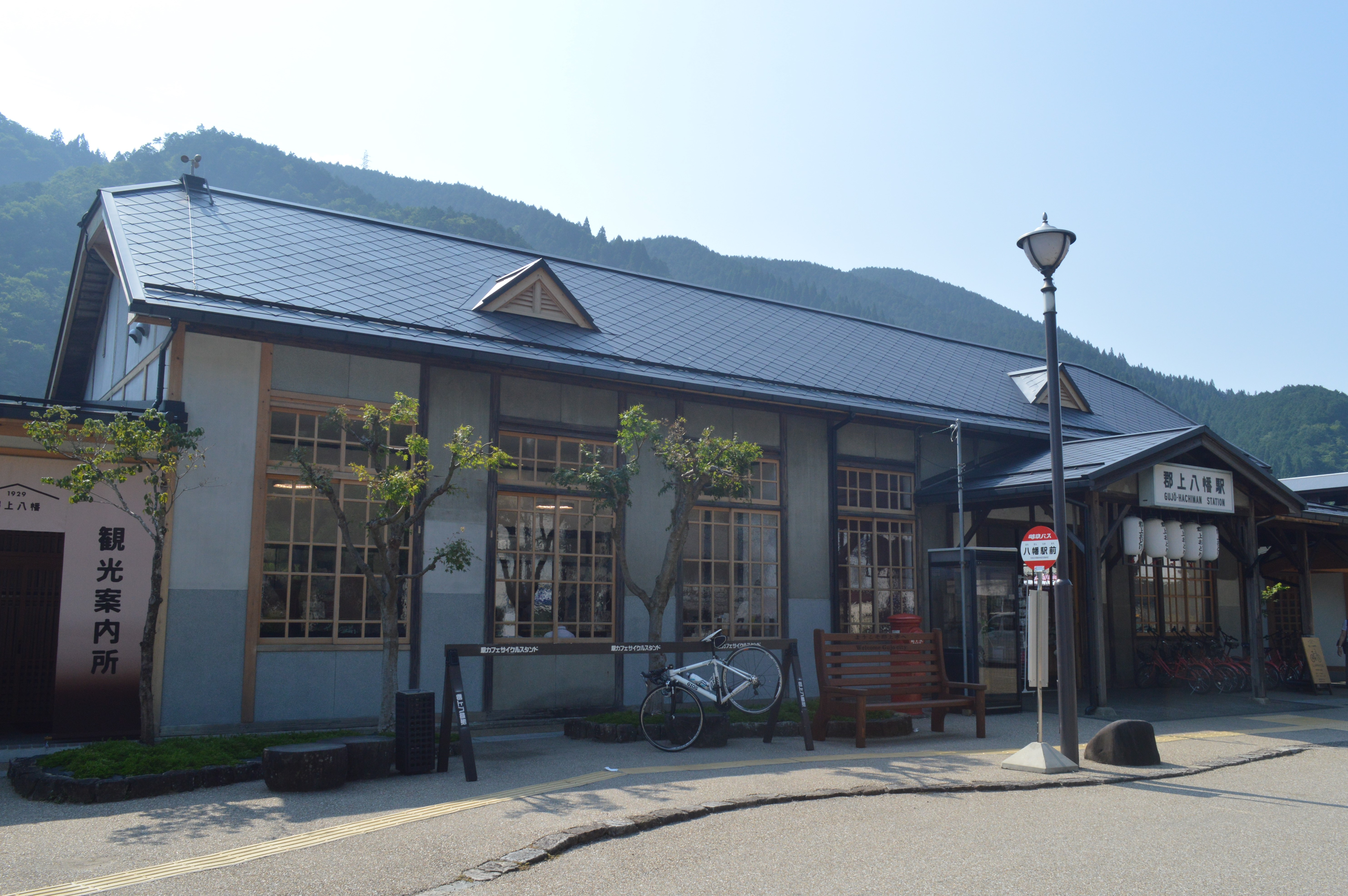
郡上八幡駅。屋根にドーマー窓を有する。
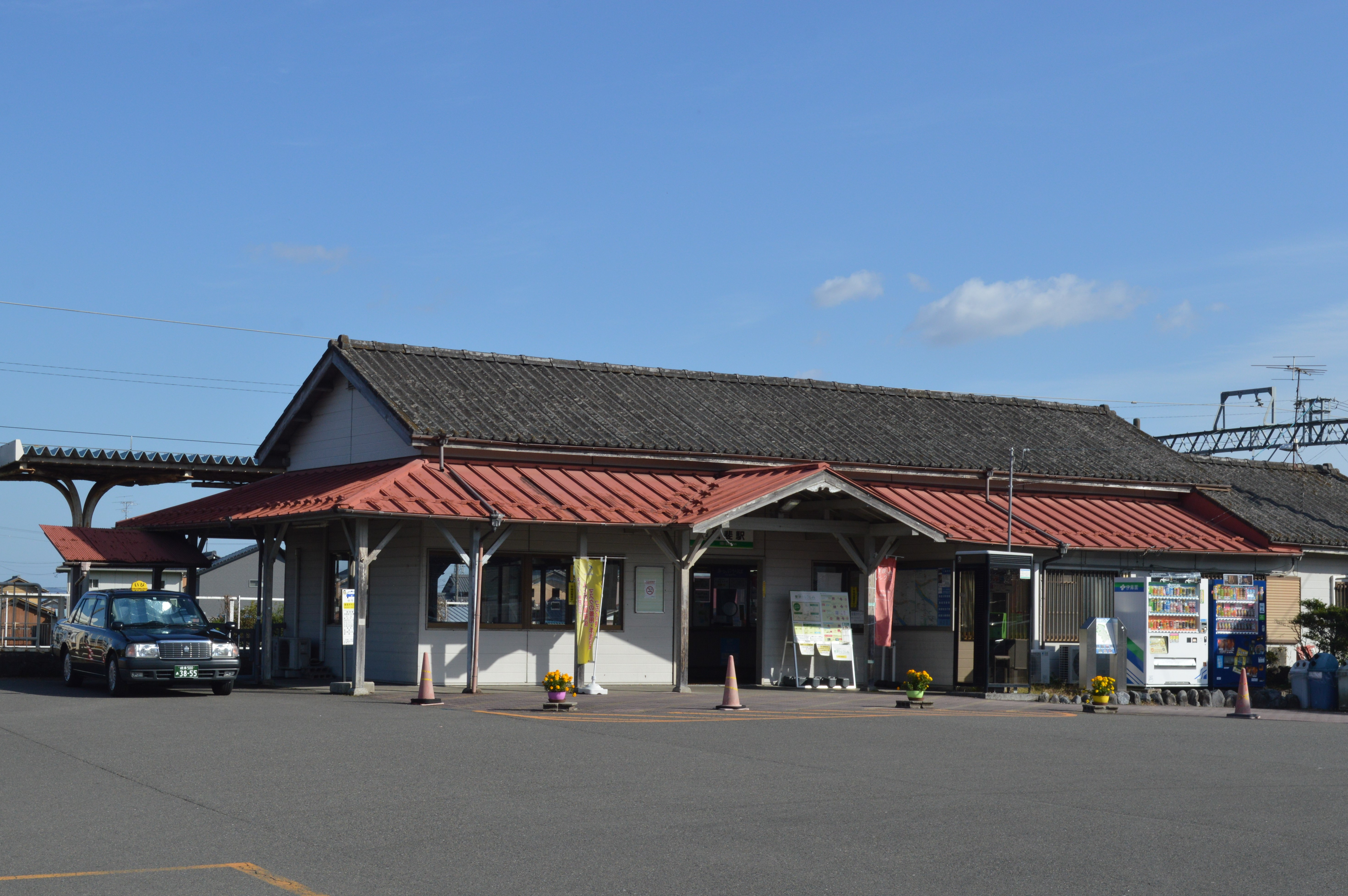
揖斐駅。駅を建立した養老鉄道は私鉄だが、標準図に倣って駅舎を設計した[6]。

## 標準形態とは異なる木造駅舎

### 拠点駅
国鉄（官設鉄道）の駅のうち拠点駅で大規模なものは、標準図によらず、特別に駅舎の設計がなされた。
私鉄では、拠点駅の駅舎に本社を置くこともあり、その場合は標準図で提示されている平屋ではなく、2階建てとされるケースがあった。

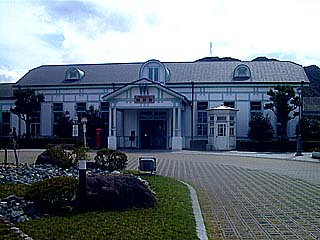
萩駅。標準図とは異なった意匠設計となっている[5]。
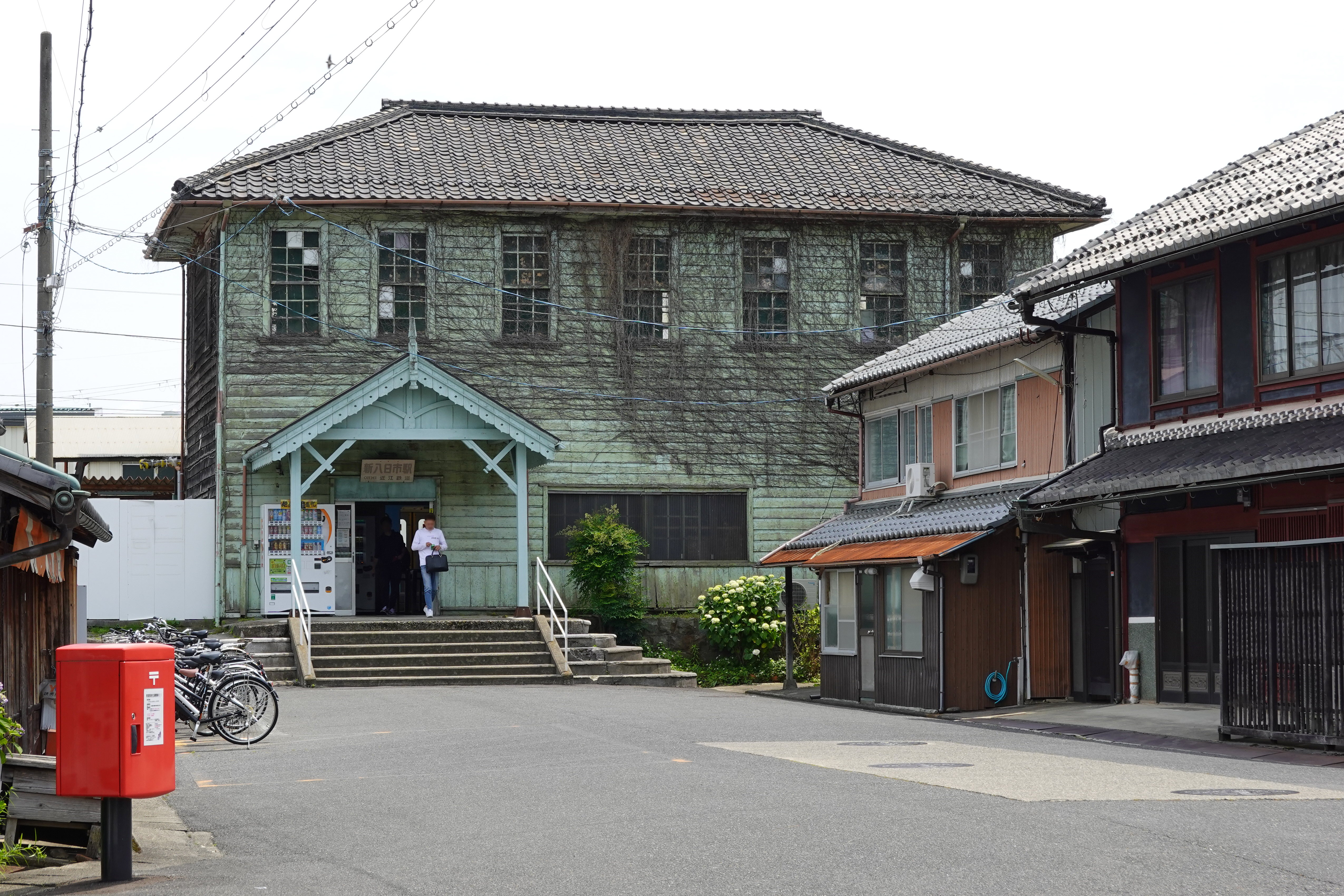
新八日市駅。路線を敷設した鉄道会社の本社を置くため、駅舎は2階建で建てられた。

### その他
私鉄では、必ずしも標準図に倣った駅舎を建立する必要がなかったので、個性的な木造駅舎が建てられた。洋風な駅舎や、寺社仏閣を模した駅舎（主に参詣鉄道）などが建てられた。

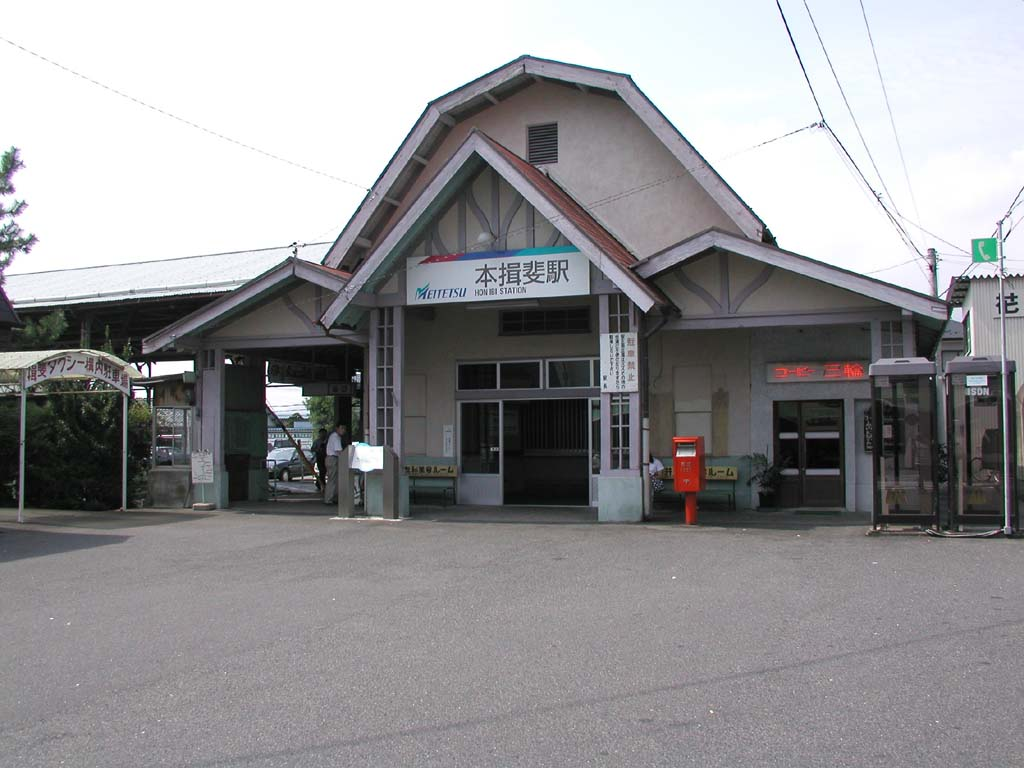
本揖斐駅。ギャンブレル屋根が特徴であった（非現存）。
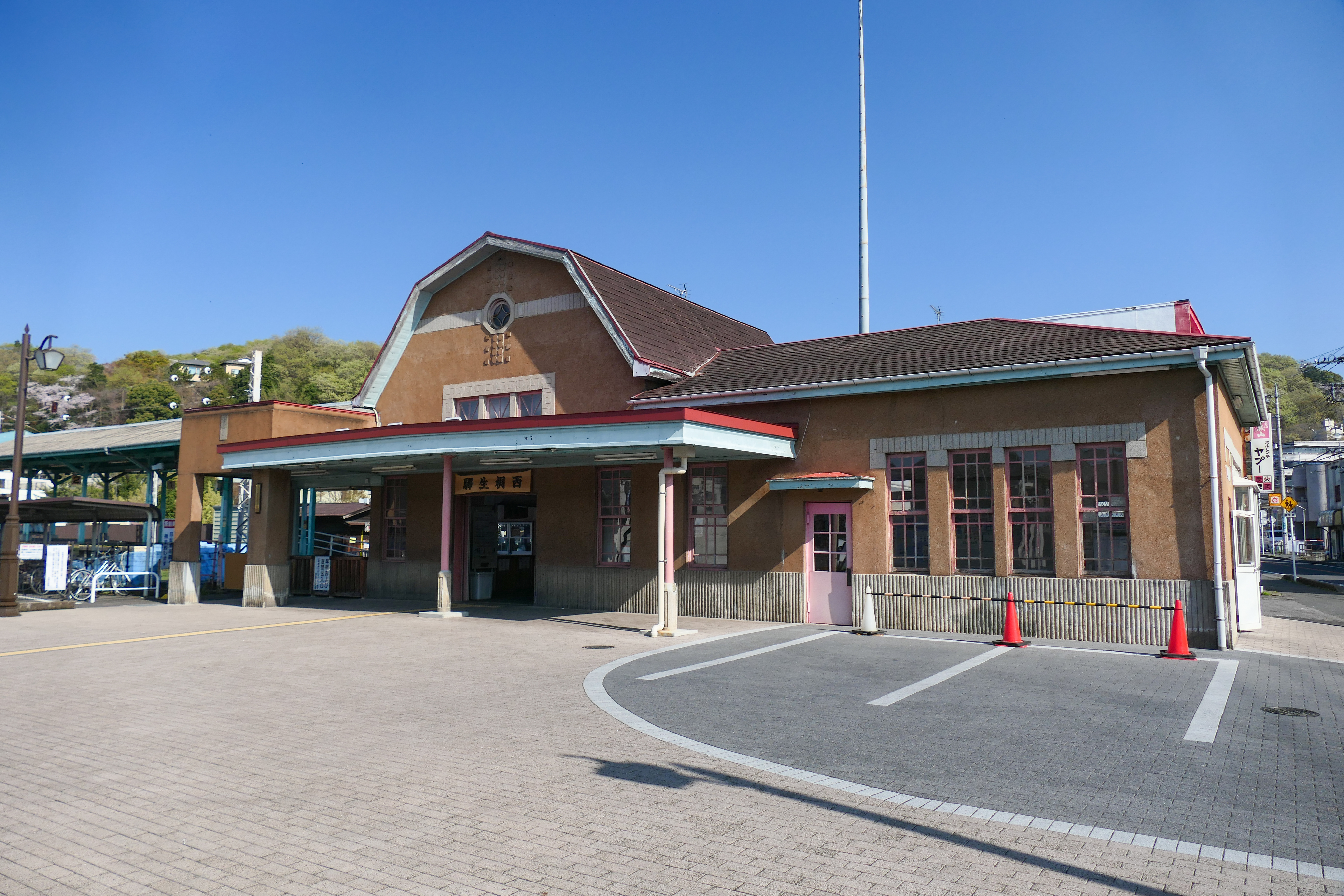
西桐生駅。ギャンブレル屋根の洋風建築である。